# SN 2006sh
SN 2006sh – supernowa typu Ia odkryta 14 listopada 2006 roku w galaktyce A020911-0344. W momencie odkrycia miała maksymalną jasność 23,20m.